# Глушицкое
Глушицкое (укр. Глушицьке) — село, входит в Люхчанский сельский совет Сарненского района Ровненской области Украины.
Население по переписи 2001 года составляло 42 человека. Почтовый индекс — 34512. Телефонный код — 3655. Код КОАТУУ — 5625484803.

## Местный совет
34508, Ровненская обл., Сарненский р-н, с. Люхча, ул. Центральная, 77.